# Euler-Lagranges ekvationer
Euler-Lagranges ekvationen används inom en metod i variationskalkylen för att hitta maximum- och minimumvärden. Nämnda metod påminner om - men är mycket mer avancerad än - motsvarande metod för att hitta maximum- och minimumvärden inom differentialkalkylen. Euler-Lagranges ekvation anses ha en central ställning inom variationskalkylen. Ekvationen utvecklades genom samarbete mellan Leonhard Euler och Joseph Louis Lagrange under 1750-talet.
Euler-Langrage differentialekvationen ger att följande integral:
{\displaystyle I=\int _{a}^{b}f(x,Y,Y')dx}     (1)
där 
{\displaystyle Y'=\operatorname {d} \!Y/\operatorname {d} \!x},
har en stationär punkt om följande Euler-Langrange differentialekvation är uppfylld:   
{\displaystyle df/dY-d/dx(df/dY')=0.} {\displaystyle (2)}

## Härledningav Euler-Lagrange ekvationen
Vi vill hitta ett bivillkor för Lagrange-funktionen så att integralen {\displaystyle I} blir maximal eller minimal. Vi skriver om {\displaystyle I} med avseende på {\displaystyle \varepsilon }, på följande sätt: 
{\displaystyle I=\int _{n_{1}}^{n_{2}}f(Y(n)+\varepsilon \eta (n),Y'(n)+\varepsilon \eta '(n),n)dn.}
Här har vi ändrat {\displaystyle Y(n)}s koordinater med en liten variation {\displaystyle \varepsilon \eta (n)} som är oändligt deriverbar. Villkoret {\displaystyle \eta (n_{1})=\eta (n_{2})=0} ska också gälla. 
Vi deriverar {\displaystyle I} med avseende på {\displaystyle \varepsilon } innanför integraltecknet och sätter det hela lika med 0:
{\displaystyle {\operatorname {d}  \over \operatorname {d} \varepsilon }\int \limits _{t_{1}}^{t_{2}}f(Y(n)+\varepsilon \eta (n),Y'(n)+\varepsilon \eta '(n),n)dn=0}
Vi måste hitta partiella derivator för {\displaystyle f,} {\displaystyle Y(n)+\varepsilon \eta (n)} och {\displaystyle Y'(n)+\varepsilon \eta '(n)}. 
{\displaystyle \int \limits _{n_{1}}^{n_{2}}{\Bigl (}{\partial f \over \partial Y}\eta +{\partial f \over \partial Y'}\eta '{\Bigr )}dn=0.}
Vi använder partiell integration för att integrera vidare:
{\displaystyle \int _{n_{1}}^{n_{2}}{\partial f \over \partial Y'}\eta '(n)dn=\underbrace {{\Biggl [}{{\partial f \over \partial Y'}\eta }{\Biggl ]}} _{=0}-\int _{n_{1}}^{n_{2}}{\operatorname {d}  \over \operatorname {d} \!n}{\partial f \over \partial Y'}\eta '}{\displaystyle \eta (n)dn}
Här ser vi att den mittersta termen blir noll eftersom vi satte gränser till noll. 
{\displaystyle \int _{n_{1}}^{n_{2}}{\Biggl (}{\partial f \over \partial Y}\eta (n)-{\operatorname {d} \! \over \operatorname {d} \!n}{\partial f \over \partial Y'}\eta (n){\Biggr )}dn=0}
Nu kan vi bryta ut {\displaystyle \eta (n)}. Integralen försvinner för alla variationer av {\displaystyle \eta (n)} om och endast om parenteserna runt försvinner. 
{\displaystyle \int _{n_{1}}^{n_{2}}{\Biggl (}{\partial f \over \partial Y}-{\operatorname {d} \! \over \operatorname {d} \!n}{\partial f \over \partial Y'}{\Biggr )}\eta (n)dn=0}
Detta ger upphov till Euler-Lagrange-ekvationen:
{\displaystyle {\partial f \over \partial Y}-{\operatorname {d} \! \over \operatorname {d} \!n}{\partial f \over \partial Y'}=0}

## Exempel
Integralen {\displaystyle (J)} ovan är ett optimeringsproblem. Detta går att lösa genom att hitta dess extrema värden. Vi ska försöka lösa denna typen av problem som ges ovan genom att införa de nödvändiga villkor för att hitta ett maxima till integralen. 
Betrakta funktionen 
{\displaystyle J} {\displaystyle :P\rightarrow Q}
som ges av 
{\displaystyle J=\int \limits _{0}^{1}{\bigl (}{d \over dy}y(t)-1{\bigr )}^{2}dt}.
där 
{\displaystyle P=\{y\in C^{1}[0,1]y(0)=0y(1)=1\}.} Vi vill hitta {\displaystyle y_{0}} {\displaystyle \in P} som minimerar {\displaystyle J}. 
Kalkylen är följande: 
Vi har, {\displaystyle F(x,y,z)=(y-1)^{2},} {\displaystyle {\partial F \over \partial y}=0} och {\displaystyle {\partial F \over \partial y}=2(y-1).}
Euler-Lagrange differentialekvationen (2) ges nu av:
{\displaystyle 0-{dF \over dy}(2y_{0}'(t)-1))^{2}=0.}  Där {\displaystyle t\in (0,1)}. 
Vi integrerar och får {\displaystyle 2(y'_{0}(t)-1)=D,} där D är en konstant, och {\displaystyle y'_{0}}{\displaystyle =D/2+1} {\displaystyle =:C}. 
Om vi integrerar en gång till får vi {\displaystyle y_{0}(t)=Ct+D}, för konstanter C och D. 
Vi kan hitta värden på konstanterna genom att utgå från att {\displaystyle y_{0}\in P}, och att {\displaystyle y_{0}(0)=0} och att {\displaystyle y_{0}(1)=1.} Vi får då:
{\displaystyle D0+C=0},
{\displaystyle D1+C=1},
Vilket ger  {\displaystyle D=1} och {\displaystyle C=0}.
Lösningen {\displaystyle y_{0}} till Euler-Lagrange ekvationen i {\displaystyle P} blir {\displaystyle y_{o}(t)=t,t\in (0,1).} Vi ser att {\displaystyle (y'(t)-1)^{2}\geq 0} för alla {\displaystyle \in (0,1)},
Det medför att {\displaystyle I(y)\geq 0} för alla {\displaystyle y\in C^{1}(0,1).} Däremot är
{\displaystyle J(y_{0})=\int \limits _{0}^{1}(y'_{0}(t)-1)^{2}dt=\int \limits _{0}^{1}(1-1)^{2}dt=\int \limits _{0}^{1}0dt=0}.
Då {\displaystyle J(y)\geq 0=J(y_{0})} för all {\displaystyle y\in P}, följer det att {\displaystyle y_{0}} minimerar {\displaystyle J}.  

## Euler-Lagrange ekvationen i flervariabler
Hittills har vi undersökt {\displaystyle f(x,Y,Y')}, dvs funktionen av en variabel och dess derivata. Om man betraktar funktionen av flera variabler blir situationen som nedan
{\displaystyle f(x,Y_{1},...,Y_{n},Y'_{1},....,Y'_{n}).}